# Proechimys goeldii
Proechimys goeldii és una espècie de mamífer rosegador de la família de les rates espinoses. Viu al Brasil i Colòmbia. El seu hàbitat natural són els boscos de várzea i igapó. Està amenaçada per la desforestació i la mineria al seu entorn natural.
Aquest tàxon fou anomenat en honor del zoòleg suís Émil Goeldi.